# أليوت لوري
أليوت لوري (بالإنجليزية: Elliot Lurie)‏ هو كاتب أغاني ومغن مؤلف وملحن وموسيقي أمريكي، ولد في 19 أغسطس 1948 في بروكلين في الولايات المتحدة.

## وصلات خارجية
- أليوت لوري على موقع IMDb (الإنجليزية)
- أليوت لوري على موقع ميوزك برينز (الإنجليزية)
- أليوت لوري على موقع ديسكوغز (الإنجليزية)